# جون وانسبرو
جون إدوارد وانسبرو (بالإنجليزية: John Edward Wansbrough)‏(مواليد 19 فبراير 1928 في بيوريا، إلينوي؛ توفي 10. يونيو عام 2002 في فرنسا) كان مؤرخًا أميركيًا في جامعة لندن، كلية الدراسات الشرقية والإفريقية.
أسس وانسبرو ما يسمى المدرسة التنقيحية في الدراسات الإسلامية، من خلال انتقاده الأساسي للمصداقية التاريخية للموروث الإسلامي التقليدي حول بدايات الإسلام ومحاولة تطوير تصور بديل أكثر معقولية من الناحية التاريخية عن أصل الإسلام.

## حياته
تخرج وانسبو من جامعة هارفارد وعمل حتى التقاعد في كلية الدراسات الشرقية والإفريقية في لندن، وكان يعمل كمدير لها. من طلابه أ. أندرو ريبين ونورمان كالدر وجيرالد هاوتنغ، باتريشيا كرون ومايكل كوك.

## ابحاث
بدأ وانسبو دراسة المخطوطات القرآنية المبكرة متتبعًا تاريخ القرآن، ولاحظ أن النصوص الإسلامية المبكرة تخاطب جمهور على دراية بالنصوص اليهودية والمسيحية، وأن المشاكل اللاهوتية اليهودية والمسيحية يجري الحوار بشأنها. من الواضح أن نقد «الكفار» كان موجهاً نحو الموحدين الذين لم يكن توحيدهم «نقيًا».
هذا لا يتطابق مع الموروث الإسلامي لبدايات الإسلام، إذ يقال إن الإسلام نشأ في مجتمع الشرك. درس وانسبو التقاليد الإسلامية الكلاسيكية التي أول ما ظهرت بعد 150 إلى 200 سنة من زمن محمد، مستخدمًا منهج النقد التاريخي، وخاصة منهج النقدي الأدبي. استنبط مؤشرات عديدة تشير إلى أن هذه النصوص ليست تقارير تاريخية، بل إنشاء أدبي في وقت لاحق لها أسلوب قصة الخلاص في العهد القديم، جوهرها التاريخي ضحل أو لم يعد يمكن التأكد منه.
من هذا، طور وانسبو نظرية مفادها أن الإسلام لم يبرز كديانة مستقلة جديدة، بل خرج من صراع بين مختلف المِلَل اليهودية المسيحية. وأن القرآن هو نص تكون وتطور في عملية استمرت 200 عام، وبالتالي لا يمكن عزوه إلى محمد، وعليه فإن شخص محمد باعتباره نبي القرآن سيكون ابتكارًا لاحقًا، أو على الأقل لا علاقة لمحمد بالقرآن. ولاحقًا صار للشخصية محمد وحدها وظيفة إعطاء المجتمع الديني المشكل حديثًا هويته الخاصة بناءً على شخصية النبي القدوة كما تظهر في العهد القديم.

## التلقي والنقد
من خلال انتقاده الأساسي لمصداقية الموروث الإسلامي التقليدي حول بدايات الإسلام ومحاولة تطوير نسخة بديلة ذات مصداقية تاريخية أكثر عن أصل الإسلام، أسس وانسبرو ما يسمى بالمدرسة التنقيحية في الدراسات الإسلامية. لا يمكن التقليل في تقدير تأثيرها على الدراسات الإسلامية الحديثة.
ومع ذلك، يعتبر الكثيرون أن نظرية وانسبرو اليوم متطرفة للغاية في التفاصيل، وتحديداً الفصل التام لأصل القرآن عن الشخصية محمد. من ناحية أخرى، فإن رفض وانسبرو للتقاليد الإسلامية الكلاسيكية كتقارير تاريخية أمر مقبول على نطاق واسع. وملاحظته الدقيقية بأن الإسلام يجب أن يكون قد نشأ في بيئة يهودية مسيحية هي أيضًا مقبولة في العالم الغربي على نطاق واسع اليوم.

## أعمال
- الدراسات القرآنية: مصادر وأساليب تفسير الكتابات (أكسفورد، 1977) على الإنترنت في archive.org

Quranic Studies: Sources and Methods of Scriptural Interpretation (Oxford, 1977)
- الوسط المِلي: محتوى وتكوين تاريخ الخلاص الإسلامي (أكسفورد، 1978)

The Sectarian Milieu: Content and Composition Of Islamic Salvation History (Oxford, 1978)
- Res Ipsa Loquitur: History and Mimesis (1987)
- Lingua Franca in the Mediterranean (Curzon Press 1996)

## هوامش
1. ↑  Oliver Leaman (Hrsg.), The Qur'an, an Encyclopedia, 2006; S. 477 نسخة محفوظة 28 أغسطس 2016 على موقع واي باك مشين.
2. ↑  Harald Motzki et al., Analysing Muslim Traditions, 2010; S. 285 ff. نسخة محفوظة 14 مايو 2018 على موقع واي باك مشين.
3. ↑  Andrew Rippin (Hrsg.), The Blackwell Companion to the Qur'an, 2006; S. 199 f. نسخة محفوظة 9 يناير 2018 على موقع واي باك مشين.
4. ↑  Michael Cook, Review of: The Sectarian Milieu by Wansbrough, in: The Journal of the Royal Asiatic Society of Great Britain and Ireland No. 2 (1980), pp. 180–182 نسخة محفوظة 20 أغسطس 2016 على موقع واي باك مشين.